# یرجانیک آوتیسیان
یرجانیک آوتیسیان (ارمنی: Երջանիկ Ժորայի Ավետիսյան؛ روسی: Ерджаник Жораевна Аветисян؛ زادهٔ ۷ دسامبر ۱۹۶۹ در آیگزارد) تیرانداز زن اهل ارمنستان-روسیه است. وی در مسابقات کشوری و بین‌المللی در مجموع برندهٔ ۱۸ مدال طلا، ۸ مدال نقره و ۲ مدال برنز شده‌است.